# Antonio Beingolea Balarezo
Antonio Beingolea Balarezo (1881-1950) fue un militar y político peruano. Fue Presidente del Consejo de Ministros y Ministro de Gobierno de la Junta Militar presidida por Luis Sánchez Cerro de 1930 a 1931, así como Ministro de Guerra entre 1932 y 1935.

## Biografía
Hijo de Manuel Beingolea y Oyague y Dolores Balarezo. Su padre fue un militar que actuó en las primeras guerras del Perú republicano. Su hermano Manuel Beingolea Balarezo fue escritor y periodista destacado. 
Fue administrador de la Hacienda Tumán, en el norte del Perú, de propiedad de la familia Pardo. En 1930, durante el gobierno de la Junta Militar presidida por Luis Sánchez Cerro, tenía el rango de comandante.
Cuando el primer ministro y ministro de Gobierno Gustavo A. Jiménez renunció el 24 de noviembre de 1930, Beingolea lo reemplazó en dichos cargos. Fueron nombrados también dos ministros civiles: Manuel Augusto Olaechea (Hacienda) y José Luis Bustamante y Rivero (Justicia e Instrucción), así como uno nuevo militar, el coronel Manuel E. Rodríguez (Fomento). Durante su administración, el diario La Prensa fue devuelto a sus antiguos dueños, la familia Durand. Se inició también la persecución contra los apristas, por ser miembros de una organización considerada de extrema izquierda en ese entonces. Se impidió el retorno del líder del aprismo, Víctor Raúl Haya de la Torre, exiliado desde 1923.
El 20 de febrero de 1931 estalló una rebelión de un grupo de oficiales del Ejército y fuerzas policiales en la Fortaleza del Real Felipe en el Callao. La rebelión, que estuvo comandada por el general Pedro Pablo Martínez, fue al parecer impulsada por los perseguidos políticos del régimen anterior, es decir, del Oncenio de Leguía. Esta sublevación fracaso, pero fue una señal del descontento hacia el régimen de Sánchez Cerro, que pretendía postular a las elecciones presidenciales sin abandonar el poder. Pronto dicho descontento se extendió a todo el país. Beingolea partió hacia el norte al frente de una expedición. La situación se agravó cuando estalló en Arequipa otra revolución de carácter popular. Oficiales de la Marina de Guerra se negaron a marchar hacia el sur, arguyendo que no querían derramar sangre hermana, y presionaron para que se eligiera como presidente de la Junta al titular de la Corte Suprema. Ante tal situación, Sánchez Cerro tuvo que dejar el poder, el 1 de marzo de 1931.
Instaurado el gobierno constitucional de Luis Sánchez Cerro, fue nombrado ministro de Guerra en 1932. Tras el asesinato de dicho mandatario, se mantuvo en dicho despacho, hasta 1935, integrando sucesivos gabinetes del segundo gobierno de Óscar R. Benavides.